# Xeresa
Xeresa – gmina w Hiszpanii, w prowincji Walencja, we wspólnocie autonomicznej Walencja, o powierzchni 16,85 km². W 2011 roku liczyła 2294 mieszkańców.